# 阿克尼斯塔河
阿克尼斯塔河是立陶宛的河流，位於該國東北部，屬於什文托伊河的左支流，由烏田納縣負責管轄，河道全長18.2公里，流域面積94.2平方公里。
55°37′45″N 25°18′22″E / 55.62917°N 25.30611°E